# Priestleya laevigata
Priestleya laevigata là một loài thực vật có hoa trong họ Đậu. Loài này được (L.) Druce miêu tả khoa học đầu tiên.